# Météoropathie

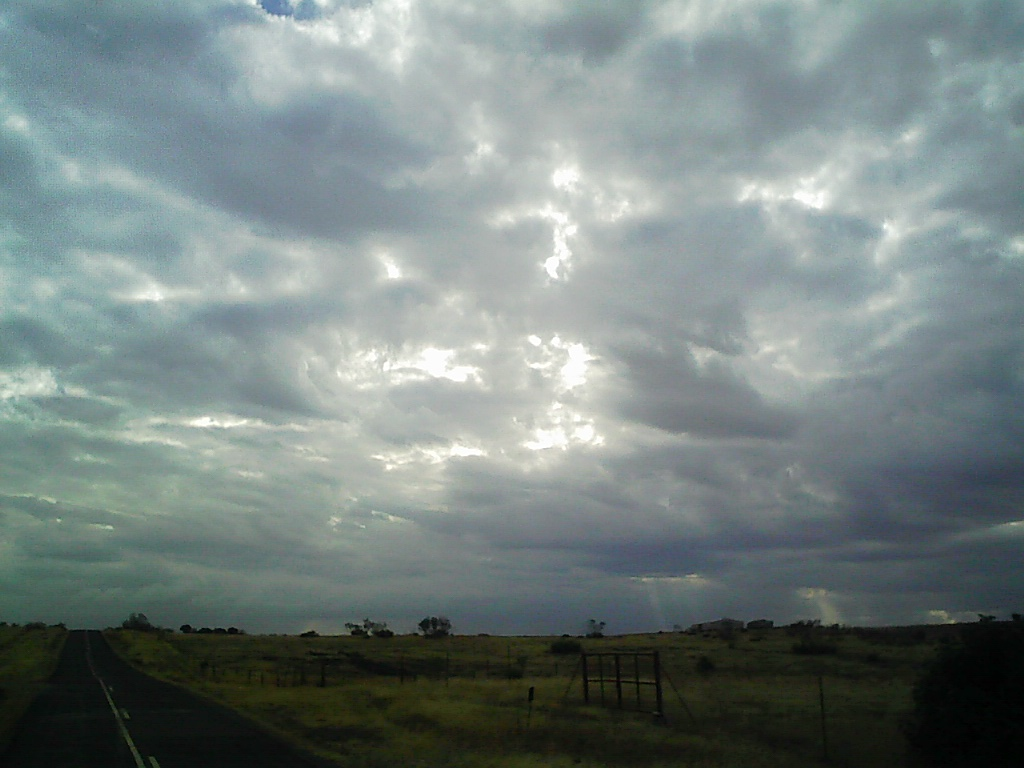
Le personnes météorosensibles seraient affectés par le mauvais temps

La météoropathie, ou météoropathologie est une pathologie due ou conditionnée par les phénomènes météorologiques.
La population pouvant être divisées en deux : les personnes météorosensibles, et les personnes non météorosensibles. Les personnes météorosensibles sont les personnes susceptible de souffrir de météoropathie. 

## Le vent
Le foehn peut entrainer des effets psychiques, physiques et biologiques,,, il augmente le risque de suicide.
Au Moyen Âge, à Toulouse, un vent chaud et sec était une circonstance atténuante aux coupables qui avaient commis des délits les jours où le “vent des fous" soufflait.

## La pression
Les changements de pression barométrique et de température influent sur la sévérité des douleurs d'ostéoarthrose.
Concernant la pression atmosphérique, elle est un peu plus basse lorsque le temps est couvert ou pluvieux  et un peu plus haute lorsqu'il fait beau. Et la pression atmosphérique baisse avec l'altitude augmentant.

## Autre
Il y a un lien entre la dépression, le désespoir et la météoropathie.